# Knittelvers
Knittelvers – rodzaj formy poetyckiej spotykany w językach germańskich (zwłaszcza w niemieckim i szwedzkim). Forma ta charakteryzuje się rymami parzystymi (typu aa) oraz dosyć znormalizowanym rytmem, który w wypadku niemieckiego knittelvers oscylował wokół 8-9 sylab na wers, zaś w wypadku szwedzkiego oscylował wokół 3-4 akcentów na wers przy zmiennej liczbie sylab. W Niemczech knittelvers był szczególnie popularny w wiekach XV-XVII, zaś w Szwecji w średniowieczu. Forma ta używana była też przez bardziej współczesnych pisarzy. Na przykład zastosował ją Goethe w swoim Fauście. Inne przykłady utworów zapisanych w tej formie to:
- szwedzka Eufemiavisor (Pieśni od Eufemii),
- szwedzka Erikskrönikan (Kronika Eryka).

W polskiej tradycji krytycznoliterackiej knittelvers jest synonimem nieudolnej i prymitywnej formy zbliżonej do rymowanki. Strukturę podobną do szwedzkiego knittelvers ma na przykład Rozmowa Mistrza Polikarpa ze Śmiercią:
```
Poli
kar
pus, 
tak
 wez
wa
ny,                        (3)

Mę
drzec wie
li
ki, 
mistrz
 wy
bra
ny,                (4)

Pro
sił 
Bo
ga o to 
pra
wie,                        (3)

By
 
u
źrzał 
śmierć
 w 
jej
 po
sta
wie.                (5)
```